# Partito Popolare Serbo
Il Partito Popolare Serbo (in serbo Српска народна партија - СНП?, Srpska narodna partija - SNP) è un partito politico serbo di orientamento nazional-conservatore fondato nel 2014 in seguito ad una scissione dal Partito Democratico di Serbia.
Componente della coalizione guidata dal Partito Progressista Serbo a sostegno del Presidente della Repubblica Aleksandar Vučić, nell'ambito di tale alleanza ha ottenuto tre seggi alle elezioni parlamentari del 2016, confermando la propria rappresentanza alle elezioni del 2020.

## Risultati
| Elezione          | Voti           | %              | Seggi   |
| ----------------- | -------------- | -------------- | ------- |
| Parlamentari 2016 | Coalizione SNS | Coalizione SNS | 3 / 250 |
| Parlamentari 2020 | Coalizione SNS | Coalizione SNS | 3 / 250 |
| Parlamentari 2022 | Coalizione SNS | Coalizione SNS | 2 / 250 |
| Parlamentari 2023 | Coalizione SNS | Coalizione SNS | 3 / 250 |